# Koko ga Rhodes da, Koko de tobe!
Albums de AKB48
Tsugi no Ashiato
(22 janvier 2014) 0 to 1 no Aida
(18 novembre 2015)
Singles
1. Heart Ereki
Sortie : 30 octobre 2013
2. Suzukake no Ki no Michi de "Kimi no Hohoemi wo Yume ni Miru"...
Sortie : 11 décembre 2013
3. Mae Shika Mukanē
Sortie : 26 février 2014
4. Labrador Retriever
Sortie : 21 mai 2014
5. Kokoro no Placard
Sortie : 27 août 2014
6. Kibōteki Refrain
Sortie : 26 novembre 2014

Koko ga Rhodes da, Koko de tobe! (ここがロドスだ、ここで跳べ!, de l'expression latine « hic Rhodus, hic salta » ; trad. :  « Voici Rhodes, tu sauteras ici ! ») est le sixième album du groupe féminin japonais AKB48 et son quatrième original sorti en 2015.

## Détails et sortie de l'album
Il s'agit du troisième double-album du groupe, après l'album à grand succès Tsugi no Ashiato sorti en janvier 2014. Écrit et produit par Yasushi Akimoto, il sort le 21 janvier 2015 sur le label King Records au Japon. Il atteint, une semaine après sa sortie, la 1re place du classement hebdomadaire des ventes de l'Oricon.
Il est disponible en plusieurs éditions avec des pochettes différentes : édition régulière Type A et une limitée Types A et B et une édition spéciale vendue seulement au théâtre du groupe (Theater Edition). Pour l'édition régulière, le CD1 comporte les six singles (et quelques chansons face B des éditions Theater) sortis auparavant, d'octobre 2013 à novembre 2014 : Heart Ereki, Suzukake no Ki no Michi de "Kimi no Hohoemi wo Yume ni Miru"..., Mae Shika Mukanē, Labrador Retriever, Kokoro no Placard et Kibōteki Refrain. Les premiers singles extraits de cet album Heart Ereki et Suzukake no Ki no Michi de "Kimi no Hohoemi o Yume ni Miru" sortis en octobre et décembre 2013 n'ont pas été retenus dans l'album précédent Tsugi no Ashiato bien que leurs sorties précèdent ce dernier.
Il comporte également des chansons inédites interprétés par des membres en solo (Haruna Kojima interprète une chanson en featuring avec un artiste Kenji Kitagawa), par des membres d'un nombre limité et par la Team Kenkyūsei du groupe (équipes de stagiaires) et certaines chansons faces B des singles. Ce disque est disponible sur les éditions A et B avec des titres différents. L'édition Theater comprend les mêmes titres que le CD1, avec un titre en supplément. Les éditions A et B contiennent un deuxième CD dont la liste de titres est différente selon l'édition. Il ne comprend que des chansons sorties en face B sur les singles et des chansons inédites chantées par les équipes du groupe, l'équipe de stagiaires ou encore des membres de n'importe quel membres sélectionnés des autres groupes-sœurs. Enfin pour l'édition A (qui est l'édition limitée de l'opus), l'album contient un DVD en supplément comprenant plusieurs musiques vidéos des chansons interprétées par les équipes du groupe.
Des membres des groupes sœurs de AKB48 tels que SKE48, NMB48 et HKT48 ont également participé à quasiment toutes les chansons de l'album, tout comme sur les trois albums originaux précédents de AKB48 Koko ni Ita Koto en (2011) et 1830m (en 2012) et Tsugi no Ashiato (en 2014). Quelques membres du groupe rival Nogizaka46 participent pour la première fois avec AKB48 sur un de ses albums.
Certains des six singles de l'album (et certaines de leurs chansons en face B) ont été aussi interprétés par et avec des membres populaires, actuellement diplômées du groupe, comme Yūko Ōshima, ainsi que d'autres idoles. Par conséquent, ces membres ne sont pas crédités dans l'album. De plus, il s'agit du dernier album avec l'une des idoles les plus populaires, Minami Takahashi, membre de la 1re génération et manager général du groupe, qui le quittera en décembre 2015, à l'occasion du 10e anniversaire du groupe. Cet opus est le premier à regrouper toutes les idoles populaires de chaque "groupe 48" depuis le grand shuffle (mélange) tenu en février 2014, tels que : Rino Sashihara (HKT48, ex-membre du groupe), Rina Ikoma (membre du groupe et de Nogizaka46), Jurina Matsui (membre du groupe et de SKE48), Rena Matsui (membre de SKE48 et de Nogizaka46), Sayaka Yamamoto (membre du groupe et de NMB48), Nana Yamada (membre de NMB48 et SKE48) et Sae Miyazawa (ex-membre du groupe, membre de SNH48 et SKE48).
Depuis mi-2014, existe une équipe à part, la Team 8, créé dans le cadre d'un projet d'automobile, qui a participé à cet album avec deux titres dont le premier 47 no Suteki na Machi e, titre figurant déjà en tant que face B sur le single Kokoro no Placard d'août 2014. Figure notamment dans l'album un autre titre de ce single intitulé Oshiete, Mommy est interprétée par le groupe en compagnie une idole âgée de plus de 30 ans, Mariko Tsukamoto, dans le cadre du projet temporaire Otona AKB48, qui est le membre central de la chanson.

## Couvertures de l'album
Les couvertures de l'album sont différentes selon l'édition mais représentent toutes les membres du groupe avec d'anciens vêtement, assis ou debout, et représentent notamment un vieux décor pouvant faire référence aux photos de famille ou photos de classe dans les écoles prises en noir et blanc au début et au milieu du XXe siècle. Derrière les membres se tient un arbre géant imaginaire et un ancien matériel.
Les membres apparaissant sur les couvertures sont Mayu Watanabe, Rino Sashihara, Yuki Kashiwagi, Jurina Matsui, Rena Matsui, Sayaka Yamamoto, Haruka Shimazaki, Haruna Kojima, Minami Takahashi, Sakura Miyawaki, Sae Miyazawa, Yui Yokoyama, Rina Ikoma, Rina Kawaei, Minami Minegishi et Yuria Kizaki.

## Membres sélectionnés sur certaines chansons
Interprètes de la chanson Ai no Sonzai
- Team A : Anna Iriyama, Rina Kawaei, Haruna Kojima, Haruka Shimazaki, Minami Takahashi
- Team K : Rie Kitahara, Yui Yokoyama
- Team B : Mayu Watanabe,
- Team 4 : Yuria Kizaki, Minami Minegishi
- AKB48 Team B / NMB48 Team N : Yuki Kashiwagi
- SKE48 Team S / AKB48 Team K : Jurina Matsui
- SKE48 Team E : Akari Suda
- SKE48 Team E / Nogizaka46 : Rena Matsui
- NMB48 Team N / AKB48 Team K : Sayaka Yamamoto
- HKT48 Team H : Rino Sashihara
- SNH48 Team SII / SKE48 Team S : Sae Miyazawa

Interprètes de la chanson Oh! Baby!
Artiste : Team A (sous la direction de Minami Takahashi)
- Team A : Miyabi Iino, Manami Ichikawa, Anna Iriyama, Karen Iwata, Rina Kawaei, Natsuki Kojima, Haruna Kojima, Haruka Shimazaki, Minami Takahashi, Kayoko Takita, Makiho Tatsuya, Megu Taniguchi, Chisato Nakata, Chiyori Nakanishi, Mariko Nakamura, Rena Nishiyama, Nana Fujita, Ami Maeda, Sakiko Matsui, Tomu Mutō, Ayaka Morikawa
- SKE48 Team KII / AKB48 Team A : Nao Furuhata
- NMB48 Team M / AKB48 Team A : Fūko Yagura
- HKT48 Team KIV / AKB48 Team A : Sakura Miyawaki

Interprètes de la chanson Conveyor
Artiste : Team K (sous la direction de Yui Yokoyama)
- Team K : Moe Aigasa, Maria Abe, Haruka Ishida, Misaki Iwasa, Mayumi Uchida, Rie Kitahara, Mako Kojima, Kana Kobayashi, Moe Gotō, Haruka Shimada, Hinana Shimoguchi, Shihori Suzuki, Yūka Tano, Mariya Nagao, Miho Miyazaki, Ami Yumoto, Yui Yokoyama
- SKE48 Team S / AKB48 Team K : Jurina Matsui
- NMB48 Team N / AKB48 Team K : Sayaka Yamamoto
- HKT48 Team H / AKB48 Team K : Haruka Kodama
- SNH48 Team SII / AKB48 Team K : Mariya Suzuki

Interprètes de la chanson To go de
Artiste : Team B (sous la direction d'Asuka Kuramochi)
- Team B : Rina Izuta, Natsuki Uchiyama, Ayano Umeta, Ryoka Oshima, Oya Shizuka Ōya, Nana Owada, Mayu Ogasawara, Saya Kawamoto, Asuka Kuramochi, Aki Takajō, Juri Takahashi, Miyu Takeuchi, Miku Tanabe, Wakana Natori, Rena Nozawa, Hikari Hashimoto, Rina Hirata, Seina Fukuoka, Aeri Yokoshima, Mayu Watanabe
- AKB48 Team B / NMB48 Team N : Yuki Kashiwagi
- HKT48 Team KIV / AKB48 Team B : Mio Tomonaga
- Nogizaka46 / AKB48 Team B : Rina Ikoma

Interprètes de la chanson Namida wa Atomawashi
Artiste : Team 4 (sous la direction de Minami Minegishi)
- Team 4 : Saho Iwatate, Rio Okawa, Miyū Omori, Ayaka Okada, Nana Okada, Rena Kato, Yuria Kizaki, Saki Kitazawa, Marina Kobayashi, Haruka Komiyama, Yukari Sasaki, Kiara Satō, Ayana Shinozaki, Mizuki Tsuchiyasu, Miko Nishino, Mitsuki Maeda, Minami Minegishi, Mion Mukaichi, Yuiri Murayama, Mogi Shinobu
- NMB48 Team N / AKB48 Team 4 : Riho Kotani
- NMB48 Team BII / AKB48 Team 4: Nagisa Shibuya

Interprètes de la chanson Downtown Hotel 100-Gōshitsu
- Team A : Tomu Mutō
- Team K : Yūka Tano
- Team B : Ryoka Oshima, Juri Takahashi
- Team 4 : Nana Okada, Yuria Kizaki
- SKE48 Team S : Ami Miyamae

Interprètes de la chanson Birth
- Team K : Moe Gotō
- Team B : Nana Okada, Saya Kawamoto
- Team 4 : Miki Nishino
- Team 8 : Nagisa Sakaguchi, Ikumi Nakano
- SKE48 Team S : Ryoha Kitagawa
- HKT48 Team H : Meru Tashima, Miku Tanaka, Nako Yabuki
- HKT48 Team KIV / AKB48 Team B : Mio Tomonaga

Interprètes de la chanson Koko ga Rhodes da, Koko de Tobe!
- Team A : Anna Iriyama
- Team B : Seina Fukuoka
- Team 4 : Rena Kato, Ayana Shinozaki, Yuiri Murayama
- SKE48 Team S : Rion Azuma, Haruka Futamura
- SKE48 Team KII / AKB48 Team A : Nao Furuhata
- SKE48 Team E : Marika Tani
- NMB48 Team M : Miru Shiroma
- NMB48 Team M / AKB48 Team A : Fūko Yagura
- NMB48 Team BII / AKB48 Team 4: Nagisa Shibuya
- HKT48 Team H : Chihiro Anai
- HKT48 Team H / AKB48 Team K : Haruka Kodama
- HKT48 Team KIV : Madoka Moriyasu
- Nogizaka46 / AKB48 Team B : Rina Ikoma

Interprètes de la chanson Bokutachi no Ideology
- Team A : Karen Iwata
- Team K : Mako Kojima
- Team B : Natsuki Uchiyama, Rina Hirata
- Team 4 : Saho Iwatate, Haruka Komiyama, Yakari Sasaki, Mion Mukaichi
- SKE48 Team E / HKT48 Team KIV: Kanon Kimoto
- NMB48 Team N : Akari Yoshida
- NMB48 Team M : Rina Kushiro
- NMB48 Team BII : Miori Ichikawa, Shū Yabushita
- HKT48 Team H / SKE48 Team S: Natsumi Tanaka
- HKT48 Team KIV : Aoi Motomura
- HKT48 Team KIV / NMB48 Team N : Anna Murashige

Interprètes de la chanson Ikitsuzukeru
- Team A : Chiyori Nakanishi
- Team K : Rie Kitahara
- Team B : Mayu Ogasawara, Asuka Kuramochi, Aki Takajō
- SKE48 Team S : Suzuran Yamauchi
- SKE48 Team KII : Mina Oba
- SKE48 Team KII / NMB48 Team BII : Akane Takayanagi
- SKE48 Team E : Sumire Satō, Aya Shibata, Akari Suda
- NMB48 Team N / AKB48 Team 4 : Riho Kotani
- NMB48 Team M : Reina Fujie
- NMB48 Team M / SKE48 Team KII: Nana Yamada
- NMB48 Team BII : Ayaka Umeda
- SNH48 Team SII / SKE48 Team S : Sae Miyazawa

## Listes des titres
| 1.  | Kibōteki Refrain (希望的リフレイン) | 38e single                                                           |  |
| 2.  | Labrador Retriever (ラブラドール・レトリバー) | 36e single                                                           |  |
| 3.  | Reborn | face B du 38e single (Theater) ; par Team Surprise                   |  |
| 4.  | Suzukake no Ki no Michi de "Kimi no Hohoemi wo Yume ni Miru" to Itte Shimattara Bokutachi no Kankei wa Dō Kawatte Shimau no ka, Bokunari ni Nan-nichi ka Kangaeta Ue de no Yaya Kihazukashii Ketsuron no Yō na Mono (鈴懸の木の道で「君の微笑みを夢に見る」と言ってしまったら僕たちの関係はどう変わってしまうのか、僕なりに何日か考えた上でのやや気恥ずかしい結論のようなもの) | 34e single                                                           |  |
| 5.  | Mae Shika Mukanē (前しか向かねえ) | 35e single                                                           |  |
| 6.  | Kimi no Hitomi wa Planetarium (君の瞳はプラネタリウム) | face B du 33e (Theater) ; par Team Kenkyūsei                         |  |
| 7.  | Futari wa Dekiteru (2人はデキテル) | face B du 36e single (Theater) ; par Kojima Haruna et Kenji Kitagawa |  |
| 8.  | Heart Ereki (ハート・エレキ) | 33e single                                                           |  |
| 9.  | Kokoro no Placard (心のプラカード) | 37e single                                                           |  |
| 10. | 47 no Suteki na Machi e (47の素敵な街へ) | face B du 37e single (Theater) ; par Team 8                          |  |
| 11. | Erande Rainbow (選んでレインボー) | face B du 34e single (Theater) ; par Tentoumu Chu!                   |  |
| 12. | Koi to ka... (恋とか…) | face B du 35e single (Theater)                                       |  |
| 13. | Ai no Sonzai (愛の存在) |                                                                      |  |

| 1.  | Conveyor                                                       | par Team K                                      |  |
| 2.  | Seijun Philosophy (清純フィロソフィー)                         | face B du 33e single (Type 4) ; par Team 4      |  |
| 3.  | Henachoko Support (へなちょこサポート)                         | par Team 8                                      |  |
| 4.  | Kanojo (彼女)                                                  | par Sakura Miyawaki                             |  |
| 5.  | Downtown Hotel 100-Gōshitsu (ダウンタウンホテル100号室)        |                                                 |  |
| 6.  | Sailor Zombie (セーラーゾンビ)                                 | face B du 37e single (Type D) ; par Milk Planet |  |
| 7.  | Junjō Soda-sui (純情ソーダ水)                                  | par Mayu Watanabe                               |  |
| 8.  | Ai to Kanashimi no Jisa (愛と悲しみの時差)                     | par Sayaka Yamamoto                             |  |
| 9.  | Birth                                                          |                                                 |  |
| 10. | 7 Kaime no "Les Mis" (7回目の「レミゼ」)                       | par Haruna Kojima                               |  |
| 11. | Oh! Baby!                                                      | par Team A                                      |  |
| 12. | Koko ga Rhodes da, Koko de Tobe! (ここがロドスだ、ここで跳べ!) |                                                 |  |

| 1. | Jūjun na Slave (Music Video)                           | Team A        |  |
| 2. | Hajimete no Drive (Music Video)                        | Team K        |  |
| 3. | Loneliness Club (Music Video)                          | Team B        |  |
| 4. | Me wo Aketa Mama no First Kiss (Music Video)           | Team 4        |  |
| 5. | 47 no Suteki na Machi e (Music Video) (47の素敵な街へ) | Team 8        |  |
| 6. | Reborn (Music Video)                                   | Team Surprise |  |

| 1.  | Bokutachi no Ideology (僕たちのイデオロギー)                |                                                                 |  |
| 2.  | To go de (To goで)                                          | par Team B                                                      |  |
| 3.  | Oshiete Mommy (教えてMommy)                                 | face B du 37e single (Type D)                                   |  |
| 4.  | Setsunai Reply (切ないリプライ)                             | par Rino Sashihara                                              |  |
| 5.  | Panama Unga (パナマ運河)                                    | par Rina Kawaei, Rena Matsui, Minami Minegishi, Miyuki Watanabe |  |
| 6.  | Akai Pin Heel to Professor (赤いピンヒールとプロフェッサー) | par Jurina Matsui                                               |  |
| 7.  | Yowamushi Kemushi (よわむしけむし)                          | par Yuki Kashiwagi                                              |  |
| 8.  | Namida wa Atomawashi (涙は後回し)                           | par Team 4                                                      |  |
| 9.  | All of you                                                  | par Minami Takahashi                                            |  |
| 10. | Tomodachi de Irareru Nara (友達でいられるなら)              | par Haruka Shimazaki et Yui Yokoyama                            |  |
| 11. | Kyō Made no Melody (今日までのメロディー)                   | face B du 36e single (Type A)                                   |  |
| 12. | Ikitsuzukeru (生き続ける)                                   |                                                                 |  |

| 1.  | Kibōteki Refrain (希望的リフレイン) | 38e single                                                           |  |
| 2.  | Labrador Retriever (ラブラドール・レトリバー) | 36e single                                                           |  |
| 3.  | Reborn | face B du 38e single (Theater) ; par Team Surprise                   |  |
| 4.  | Suzukake no Ki no Michi de "Kimi no Hohoemi wo Yume ni Miru" to Itte Shimattara Bokutachi no Kankei wa Dō Kawatte Shimau no ka, Bokunari ni Nan-nichi ka Kangaeta Ue de no Yaya Kihazukashii Ketsuron no Yō na Mono (鈴懸の木の道で「君の微笑みを夢に見る」と言ってしまったら僕たちの関係はどう変わってしまうのか、僕なりに何日か考えた上でのやや気恥ずかしい結論のようなもの) | 34e single                                                           |  |
| 5.  | Mae Shika Mukanē (前しか向かねえ) | 35e single                                                           |  |
| 6.  | Kimi no Hitomi wa Planetarium (君の瞳はプラネタリウム) | face B du 33e (Theater) ; par Team Kenkyūsei                         |  |
| 7.  | Futari wa Dekiteru (2人はデキテル) | face B du 36e single (Theater) ; par Kojima Haruna et Kenji Kitagawa |  |
| 8.  | Heart Ereki (ハート・エレキ) | 33e single                                                           |  |
| 9.  | Kokoro no Placard (心のプラカード) | 37e single                                                           |  |
| 10. | 47 no Suteki na Machi e (47の素敵な街へ) | face B du 37e single (Theater) ; par Team 8                          |  |
| 11. | Erande Rainbow (選んでレインボー) | face B du 34e single (Theater) ; par Tentoumu Chu!                   |  |
| 12. | Koi to ka... (恋とか…) | face B du 35e single                                                 |  |
| 13. | Ai no Sonzai (愛の存在) |                                                                      |  |
| 14. | Saisho no Ai no Monogatari (最初の愛の物語) | par Nana Okada, Rina Kawaei et Juri Takahashi                        |  |